# 2 Librae
2 Librae är en orange jätte i stjärnbilden Vågen.
2 Librae har visuell magnitud +6,21 och är svagt synlig för blotta ögat vid god seeing. Den befinner sig på ett avstånd av ungefär 335 ljusår.